# Lippia alba
Lippia alba är en verbenaväxtart som först beskrevs av Philip Miller, och fick sitt nu gällande namn av Nicholas Edward Brown, Nathaniel Lord Britton och Percy Wilson. Lippia alba ingår i släktet Lippia och familjen verbenaväxter. Inga underarter finns listade i Catalogue of Life.